# Élections présidentielles sous la Cinquième République dans les Hautes-Pyrénées
Depuis l'adoption de la Constitution de la Cinquième République française en 1958, dix élections présidentielles ont eu lieu afin d'élire le président de la République. Cette page présente les résultats de ces élections dans les Hautes-Pyrénées.

## Synthèse des résultats du second tour
Les Hautes-Pyrénées vote traditionnellement plus à gauche que la France. Elle a en particulier placé François Mitterrand, Lionel Jospin et Ségolène Royal en tête au second tour lors des élections de 1974, 1995 et 2007. En 2012, François Hollande obtient près de 11 points de plus qu'au niveau national. En 2017, Emmanuel Macron obtient 2 points de plus. En 2022, Emmanuel Macron obtient 3 points de moins par rapport à son score au niveau national.
| 2022 | Emmanuel Macron (55,50%) (France : 58,55%) | Marine Le Pen (44,50 %) (France : 41,45 %) | 75,53% (France: 71,99%) | 9,44% (France : 6,23%) |

| 2017 | Emmanuel Macron (68,19 %) (France : 66,10 %) | Marine Le Pen (31,81 %) (France : 33,90 %) | 77,11 % (France : 77,77 %) | 2,09 % (France : 2,47 %) |

| 2012 | François Hollande (62,47 %) (France : 51,64 %) | Nicolas Sarkozy (37,53 %) (France : 48,36 %) | 83,23 % (France : 80,35 %) | 2,01 % (France : 5,82 %) |

| 2007 | Nicolas Sarkozy (42,63 %) (France : 53,06 %) | Ségolène Royal (57,37 %) (France : 46,94 %) | 86,68 % (France : 83,97 %) | 1,42 % (France : 4,20 %) |

| 2002 | Jacques Chirac (86,55 %) (France : 82,21 %) | J.-M. Le Pen (13,45 %) (France : 17,79 %) | 75,08 % (France : 79,71 %) | 4,21 % (France : 3,38 %) |

| 1995 | Jacques Chirac (46,58 %) (France : 52,64 %) | Lionel Jospin (53,42 %) (France : 47,36 %) | 79,95 % (France : 78,38 %) | 3,59 % (France : 2,81 %) |

| 1988 | François Mitterrand (59,31 %) (France : 54,02 %) | Jacques Chirac (40,69 %) (France : 45,98 % %) | 80,84 % (France : 81,35 %) | 2,15 % (France : 2,00 %) |

| 1981 | François Mitterrand (60,05 %) (France : 51,76 %) | Valéry Giscard d'Estaing (39,95 %) (France : 48,24 %) | 79,5 % (France : 81,09 %) | 1,57 % (France : 1,62 %) |

| 1974 | Valéry Giscard d'Estaing (43,18 %) (France : 50,81 %) | François Mitterrand (56,82 %) (France : 49,19 %) | 82,89 % (France : 84,23 %) | 0,94 % (France : 0,92 %) |

| 1969 | Georges Pompidou (52,93 %) (France : 58,21 %) | Alain Poher (47,07 %) (France : 41,79 %) | 75,93 % (France : 77,59 %) | 1,25 % (France : 1,29 %) |

| 1965 | Charles de Gaulle (44,37 %) (France : 55,20 %) | François Mitterrand (55,63 %) (France : 44,80 %) | 82,33 % (France : 84,75 %) | 0,85 % (France : 1,01 %) |

|  | ▲ |

## Résultats détaillés par scrutin

### 2022
Arrivé en tête du premier tour, le président sortant Emmanuel Macron (27,85 %) affronte Marine Le Pen (23,15 %), un duel identique à celui du scrutin de 2017. C'est la deuxième fois qu'un second tour opposant les mêmes candidats à deux scrutins présidentiels consécutifs a lieu après ceux où se sont affrontés Valéry Giscard d'Estaing et François Mitterrand en 1974 et 1981.
En troisième position avec 21,95 % des voix, Jean-Luc Mélenchon réalise le score le plus élevé de ses trois candidatures et arrive largement en tête de la gauche, mais échoue à accéder au second tour, avec environ 400 000 voix de moins que Marine Le Pen.
Une nouvelle fois, les partis politiques traditionnels sont absents du second tour, dans des proportions encore plus importantes que lors de la précédente élection. Le Parti socialiste et Les Républicains, représentés respectivement par Anne Hidalgo et Valérie Pécresse, s'effondrent avec des scores historiquement faibles et n'atteignent pas le seuil des 5 %, condition permettant d'être remboursé des frais de campagne.
Pour la première fois, les candidatures classées à l'extrême droite dépassent le seuil de 30 % des suffrages exprimés au premier tour tandis que les sondages d'opinion laissent annoncer un duel serré face au président sortant, la possibilité d'une victoire pour Marine Le Pen étant pour la première fois envisagée par ceux-ci.
Le second tour voit Emmanuel Macron l'emporter par 58,55 % des suffrages exprimés, permettant ainsi au président sortant d'entamer un second mandat. Le septennat ayant été aboli en 2000, il devient ainsi le premier président de la République française à être réélu pour un deuxième quinquennat, le deuxième président de la Cinquième République réélu hors période de cohabitation et le quatrième président de la Cinquième République réélu.
Dans les Hautes-Pyrénées, Emmanuel Macron arrive en tête du premier tour avec 24,98% des exprimés, suivi de Marine Le Pen (22,19%), Jean-Luc Mélenchon (19,61%), Jean Lassalle (10,91%) et Éric Zemmour (6,46%). Au second tour, les électeurs ont voté à 55,50% pour Emmanuel Macron contre 44,50% pour Marine Le Pen avec un taux de participation de 75,53% des inscrits.
| Candidats                | Candidats                | Partis                   | Premier tour | Premier tour | Second tour | Second tour |
| Candidats                | Candidats                | Partis                   | Voix         | %            | Voix        | %           |
| ------------------------ | ------------------------ | ------------------------ | ------------ | ------------ | ----------- | ----------- |
|                          | Emmanuel Macron          | LREM                     | 33 692       | 24,98        | 65 085      | 55,50       |
|                          | Marine Le Pen            | RN                       | 29 938       | 22,19        | 52 182      | 44,50       |
|                          | Jean-Luc Mélenchon       | LFI                      | 26 449       | 19,61        |             |             |
|                          | Jean Lassalle            | RES                      | 14 761       | 10,94        |             |             |
|                          | Éric Zemmour             | REC                      | 8 714        | 6,46         |             |             |
|                          | Yannick Jadot            | EELV                     | 4 872        | 3,61         |             |             |
|                          | Valérie Pécresse         | LR                       | 4 560        | 3,38         |             |             |
|                          | Fabien Roussel           | PCF                      | 4 539        | 3,37         |             |             |
|                          | Anne Hidalgo             | PS                       | 3 315        | 2,46         |             |             |
|                          | Nicolas Dupont-Aignan    | DLF                      | 2 409        | 1,79         |             |             |
|                          | Philippe Poutou          | NPA                      | 1 003        | 0,74         |             |             |
|                          | Nathalie Arthaud         | LO                       | 636          | 0,47         |             |             |
|                          |                          |                          |              |              |             |             |
| Votes valides            | Votes valides            | Votes valides            | 134 888      | 97,85        | 117 267     | 87,50       |
| Votes blancs             | Votes blancs             | Votes blancs             | 2 064        | 1,50         | 11 892      | 8,87        |
| Votes nuls               | Votes nuls               | Votes nuls               | 896          | 0,65         | 4 862       | 3,63        |
| Total                    | Total                    | Total                    | 137 848      | 100          | 134 021     | 100         |
| Abstention               | Abstention               | Abstention               | 39 595       | 22,31        | 43 422      | 24,47       |
| Inscrits / participation | Inscrits / participation | Inscrits / participation | 177 443      | 77,69        | 177 443     | 75,53       |

### 2017
Le premier tour de l'élection présidentielle de 2017 voit s'affronter onze candidats. Emmanuel Macron arrive en tête devant Marine Le Pen et tous deux se qualifient pour le second tour. Néanmoins, avec François Fillon et Jean-Luc Mélenchon, les scores des quatre candidats ayant recueilli le plus de voix sont serrés (4,43 points entre le 1er et le 4e). Pour la première fois, aucun des candidats des deux partis politiques pourvoyeurs jusque-là des présidents de la Ve République, n'est présent au second tour. Celui-ci se tient le dimanche 7 mai et se solde par la victoire d'Emmanuel Macron, avec un total de 20 753 798 bulletins de vote en sa faveur, soit 66,10 % des suffrages exprimés, face à la candidate du Front national, qui recueille 33,90 %. Le scrutin est néanmoins marqué par une forte abstention et par un record de votes blancs ou nuls.
Dans les Hautes-Pyrénées, Emmanuel Macron arrive en tête du premier tour avec 25,11 % des exprimés, suivi de Jean-Luc Mélenchon (23,01 %), Marine Le Pen (18,57 %), François Fillon (14,48 %) et Benoît Hamon (7,11 %). Au second tour, les électeurs ont voté à 68,19 % pour Emmanuel Macron contre 31,81 % pour Marine Le Pen avec un taux de participation de 77,11 % des inscrits.
|             | EM          | Emmanuel Macron       | 35 070  | 25,11 %    | 79 794  | 68,19 %    |  |  |
|             | LFi         | Jean-Luc Mélenchon    | 32 148  | 23,01 %    |         |            |  |  |
|             | FN          | Marine Le Pen         | 25 947  | 18,57 %    | 37 225  | 31,81 %    |  |  |
|             | LR          | François Fillon       | 20 220  | 14,48 %    |         |            |  |  |
|             | PS          | Benoît Hamon          | 9 935   | 7,11 %     |         |            |  |  |
|             | RES         | Jean Lassalle         | 6 928   | 4,96 %     |         |            |  |  |
|             | DlF         | Nicolas Dupont-Aignan | 5 876   | 4,21 %     |         |            |  |  |
|             | NPA         | Philippe Poutou       | 1 575   | 1,13 %     |         |            |  |  |
|             | UPR         | François Asselineau   | 1 023   | 0,73 %     |         |            |  |  |
|             | LO          | Nathalie Arthaud      | 767     | 0,55 %     |         |            |  |  |
|             | SeP         | Jacques Cheminade     | 200     | 0,14 %     |         |            |  |  |
|             |             |                       |         |            |         |            |  |  |
|             |             |                       | Nombre  | % inscrits | Nombre  | % inscrits |  |  |
| Inscrits    | Inscrits    | Inscrits              | 177 690 |            | 177 678 |            |  |  |
| Abstentions | Abstentions | Abstentions           | 34 275  | 19,29 %    | 40 662  | 22,89 %    |  |  |
| Votants     | Votants     | Votants               | 143 415 | 80,71 %    | 137 016 | 77,11 %    |  |  |
|             |             |                       |         |            |         |            |  |  |
|             |             |                       |         | % votants  |         | % votants  |  |  |
| Blancs      | Blancs      | Blancs                | 2 528   | 1,42 %     | 14 172  | 7,98 %     |  |  |
| Nuls        | Nuls        | Nuls                  | 1 198   | 0,67 %     | 5 825   | 3,28 %     |  |  |
| Exprimés    | Exprimés    | Exprimés              | 139 689 | 78,61 %    | 117 019 | 65,86 %    |  |  |

### 2012
Hollande, désigné par le PS à la suite d'une primaire ouverte, devance Sarkozy dès le premier tour de l'élection présidentielle de 2012 : c'est la première fois qu'un président sortant est ainsi devancé. Au second tour, Sarkozy est battu mais par un écart plus faible qu'attendu.
Dans les Hautes-Pyrénées, François Hollande arrive en tête du premier tour avec 33,16 % des exprimés, suivi de Nicolas Sarkozy (20,39 %), Jean-Luc Mélenchon (15,16 %), Marine Le Pen (14,91 %) et François Bayrou (10,55 %). Au second tour, les électeurs ont voté à 62,47 % pour François Hollande contre 37,53 % pour Nicolas Sarkozy avec un taux de participation de 83,57 % des inscrits.
|                | PS             | François Hollande     | 47 983  | 33,16 %    | 86 809  | 62,47 %    |  |  |
|                | UMP            | Nicolas Sarkozy       | 29 512  | 20,39 %    | 52 162  | 37,53 %    |  |  |
|                | FG             | Jean-Luc Mélenchon    | 21 934  | 15,16 %    |         |            |  |  |
|                | FN             | Marine Le Pen         | 21 580  | 14,91 %    |         |            |  |  |
|                | MoDem          | François Bayrou       | 15 265  | 10,55 %    |         |            |  |  |
|                | EELV           | Éva Joly              | 3 007   | 2,08 %     |         |            |  |  |
|                | DLF            | Nicolas Dupont-Aignan | 2 376   | 1,64 %     |         |            |  |  |
|                | NPA            | Philippe Poutou       | 1 967   | 1,36 %     |         |            |  |  |
|                | LO             | Nathalie Arthaud      | 780     | 0,54 %     |         |            |  |  |
|                | S&P            | Jacques Cheminade     | 300     | 0,21 %     |         |            |  |  |
|                |                |                       |         |            |         |            |  |  |
|                |                |                       | Nombre  | % inscrits | Nombre  | % inscrits |  |  |
| Inscrits       | Inscrits       | Inscrits              | 177 417 |            | 177 439 |            |  |  |
| Abstentions    | Abstentions    | Abstentions           | 29 744  | 16,77 %    | 29 155  | 16,43 %    |  |  |
| Votants        | Votants        | Votants               | 147 673 | 83,23 %    | 148 284 | 83,57 %    |  |  |
|                |                |                       |         |            |         |            |  |  |
|                |                |                       |         | % votants  |         | % votants  |  |  |
| Blancs ou nuls | Blancs ou nuls | Blancs ou nuls        | 2 969   | 2,01 %     | 9 313   | 6,28 %     |  |  |
| Exprimés       | Exprimés       | Exprimés              | 144 704 | 97,99 %    | 138 971 | 97,99 %    |  |  |

### 2007
Au premier tour de l'élection présidentielle de 2007, Sarkozy réussit à capter une partie des voix de Le Pen et arrive largement en tête. Royal est la première femme qualifiée pour le second tour d'une élection présidentielle. Elle est battue avec une avance de 6 points.
Dans les Hautes-Pyrénées, Ségolène Royal arrive en tête du premier tour avec 30,88 % des exprimés, suivie de François Bayrou (23,41 %), Nicolas Sarkozy (22,76 %), Jean-Marie Le Pen (7,71 %) et Olivier Besancenot (4,46 %). Au second tour, les électeurs ont voté à 42,63 % pour Nicolas Sarkozy contre 57,37 % pour Ségolène Royal avec un taux de participation de 86,59 % des inscrits.
|                | PS             | Ségolène Royal       | 46 510  | 30,88 %    | 83 596  | 57,37 %    |  |  |
|                | UDF            | François Bayrou      | 35 270  | 23,41 %    |         |            |  |  |
|                | UMP            | Nicolas Sarkozy      | 34 280  | 22,76 %    | 62 127  | 42,63 %    |  |  |
|                | FN             | Jean-Marie Le Pen    | 11 618  | 7,71 %     |         |            |  |  |
|                | LCR            | Olivier Besancenot   | 6 714   | 4,46 %     |         |            |  |  |
|                | GPA            | Marie-George Buffet  | 4 681   | 3,11 %     |         |            |  |  |
|                | CPNT           | Frédéric Nihous      | 2 858   | 1,9 %      |         |            |  |  |
|                | MPF            | Philippe de Villiers | 2 337   | 1,55 %     |         |            |  |  |
|                | SE             | José Bové            | 2 182   | 1,45 %     |         |            |  |  |
|                | Les Verts      | Dominique Voynet     | 1 834   | 1,22 %     |         |            |  |  |
|                | LO             | Arlette Laguiller    | 1 621   | 1,08 %     |         |            |  |  |
|                | CNRSP          | Gérard Schivardi     | 728     | 0,48 %     |         |            |  |  |
|                |                |                      |         |            |         |            |  |  |
|                |                |                      | Nombre  | % inscrits | Nombre  | % inscrits |  |  |
| Inscrits       | Inscrits       | Inscrits             | 176 279 |            | 176 248 |            |  |  |
| Abstentions    | Abstentions    | Abstentions          | 23 481  | 13,32 %    | 23 642  | 13,41 %    |  |  |
| Votants        | Votants        | Votants              | 152 798 | 86,68 %    | 152 606 | 86,59 %    |  |  |
|                |                |                      |         |            |         |            |  |  |
|                |                |                      |         | % votants  |         | % votants  |  |  |
| Blancs ou nuls | Blancs ou nuls | Blancs ou nuls       | 2 165   | 1,42 %     | 6 883   | 4,51 %     |  |  |
| Exprimés       | Exprimés       | Exprimés             | 150 633 | 98,58 %    | 145 723 | 95,49 %    |  |  |

### 2002
Après cinq années de cohabitation, un duel est attendu entre Chirac et le Premier ministre Jospin lors de l'élection présidentielle de 2002, mais, à la surprise générale, ce dernier est devancé par Le Pen au premier tour. Au second tour, Chirac bénéficie du ralliement de la gauche et reçoit un score sans précédent. Il s'agit de la première élection pour un mandat de cinq ans et non plus sept.
Dans les Hautes-Pyrénées, Lionel  Jospin arrive en tête du premier tour avec 20,02 % des exprimés, suivi de Jacques  Chirac (16,32 %), Jean-Marie  Le Pen (12,3 %), Jean  Saint-Josse (9,05 %) et François Bayrou (7,72 %). Au second tour, les électeurs ont voté à 86,55 % pour Jacques  Chirac contre 13,45 % pour Jean-Marie  Le Pen avec un taux de participation de 82,74 % des inscrits.
|                | PS             | Lionel Jospin           | 24 355  | 20,02 %    |         |            |  |  |
|                | RPR            | Jacques Chirac          | 19 852  | 16,32 %    | 112 495 | 86,55 %    |  |  |
|                | FN             | Jean-Marie Le Pen       | 14 965  | 12,3 %     | 17 486  | 13,45 %    |  |  |
|                | CPNT           | Jean Saint-Josse        | 11 012  | 9,05 %     |         |            |  |  |
|                | UDF            | François Bayrou         | 9 385   | 7,72 %     |         |            |  |  |
|                | LO             | Arlette Laguiller       | 6 799   | 5,59 %     |         |            |  |  |
|                | PC             | Robert Hue              | 6 643   | 5,46 %     |         |            |  |  |
|                | LCR            | Olivier Besancenot      | 6 553   | 5,39 %     |         |            |  |  |
|                | Les Verts      | Noël Mamère             | 5 712   | 4,7 %      |         |            |  |  |
|                | MC             | Jean-Pierre Chevènement | 5 365   | 4,41 %     |         |            |  |  |
|                | PRG            | Christiane Taubira      | 2 774   | 2,28 %     |         |            |  |  |
|                | DL             | Alain Madelin           | 2 752   | 2,26 %     |         |            |  |  |
|                | Cap21          | Corinne Lepage          | 2 035   | 1,67 %     |         |            |  |  |
|                | MNR            | Bruno Mégret            | 1 680   | 1,38 %     |         |            |  |  |
|                | FRS            | Christine Boutin        | 1 227   | 1,01 %     |         |            |  |  |
|                | PT             | Daniel Gluckstein       | 524     | 0,43 %     |         |            |  |  |
|                |                |                         |         |            |         |            |  |  |
|                |                |                         | Nombre  | % inscrits | Nombre  | % inscrits |  |  |
| Inscrits       | Inscrits       | Inscrits                | 169 135 |            | 169 123 |            |  |  |
| Abstentions    | Abstentions    | Abstentions             | 42 150  | 24,92 %    | 29 186  | 17,26 %    |  |  |
| Votants        | Votants        | Votants                 | 126 985 | 75,08 %    | 139 937 | 82,74 %    |  |  |
|                |                |                         |         |            |         |            |  |  |
|                |                |                         |         | % votants  |         | % votants  |  |  |
| Blancs ou nuls | Blancs ou nuls | Blancs ou nuls          | 5 352   | 4,21 %     | 9 956   | 7,11 %     |  |  |
| Exprimés       | Exprimés       | Exprimés                | 121 633 | 95,79 %    | 129 981 | 92,89 %    |  |  |

### 1995
Après une nouvelle cohabitation et alors que la droite est particulièrement divisée entre Chirac et le Premier ministre Balladur, Jospin réussit à arriver en tête au premier tour de l'élection présidentielle de 1995, malgré la très lourde défaite de la gauche aux législatives de 1993. Au second tour, il est battu par Chirac.
Dans les Hautes-Pyrénées, Lionel Jospin arrive en tête du premier tour avec 28,34 % des exprimés, suivi de Jacques Chirac (20,02 %), Édouard Balladur (17,6 %), Robert Hue (12,11 %) et Jean-Marie Le Pen (9,38 %). Au second tour, les électeurs ont voté à 53,42 % pour Lionel Jospin contre 46,58 % pour Jacques Chirac avec un taux de participation de 81,69 % des inscrits.
|                | PS             | Lionel Jospin        | 37 936  | 28,34 %    | 71 373  | 53,42 %    |  |  |
|                | RPR            | Jacques Chirac       | 26 807  | 20,02 %    | 62 243  | 46,58 %    |  |  |
|                | RPR            | Édouard Balladur     | 23 560  | 17,6 %     |         |            |  |  |
|                | PC             | Robert Hue           | 16 206  | 12,11 %    |         |            |  |  |
|                | FN             | Jean-Marie Le Pen    | 12 559  | 9,38 %     |         |            |  |  |
|                | LO             | Arlette Laguiller    | 7 099   | 5,3 %      |         |            |  |  |
|                | MPF            | Philippe de Villiers | 5 065   | 3,78 %     |         |            |  |  |
|                | Les Verts      | Dominique Voynet     | 4 251   | 3,18 %     |         |            |  |  |
|                | S&P            | Jacques Cheminade    | 395     | 0,3 %      |         |            |  |  |
|                |                |                      |         |            |         |            |  |  |
|                |                |                      | Nombre  | % inscrits | Nombre  | % inscrits |  |  |
| Inscrits       | Inscrits       | Inscrits             | 173 682 |            | 173 648 |            |  |  |
| Abstentions    | Abstentions    | Abstentions          | 34 821  | 20,05 %    | 31 799  | 18,31 %    |  |  |
| Votants        | Votants        | Votants              | 138 861 | 79,95 %    | 141 849 | 81,69 %    |  |  |
|                |                |                      |         |            |         |            |  |  |
|                |                |                      |         | % votants  |         | % votants  |  |  |
| Blancs ou nuls | Blancs ou nuls | Blancs ou nuls       | 4 983   | 3,59 %     | 8 233   | 5,8 %      |  |  |
| Exprimés       | Exprimés       | Exprimés             | 133 878 | 96,41 %    | 133 616 | 94,2 %     |  |  |

### 1988
Après deux ans de cohabitation, Mitterrand affronte le Premier ministre Chirac lors de l'élection présidentielle de 1988. Le Pen obtient au premier tour un score jusque-là sans précédent pour un parti d'extrême droite. Au second tour, Mitterrand est facilement réélu.
Dans les Hautes-Pyrénées, François Mitterrand arrive en tête du premier tour avec 37,85 % des exprimés, suivi de Jacques Chirac (18,34 %), Raymond Barre (15,62 %), Jean-Marie Le Pen (9,93 %) et André Lajoinie (9,76 %). Au second tour, les électeurs ont voté à 59,31 % pour François Mitterrand contre 40,69 % pour Jacques Chirac avec un taux de participation de 84,6 % des inscrits.
|                | PS                    | François Mitterrand | 51 421  | 37,85 %    | 83 196  | 59,31 %    |  |  |
|                | RPR                   | Jacques Chirac      | 24 917  | 18,34 %    | 57 073  | 40,69 %    |  |  |
|                | SE                    | Raymond Barre       | 21 219  | 15,62 %    |         |            |  |  |
|                | FN                    | Jean-Marie Le Pen   | 13 497  | 9,93 %     |         |            |  |  |
|                | PC                    | André Lajoinie      | 13 258  | 9,76 %     |         |            |  |  |
|                | Les Verts             | Antoine Waechter    | 4 336   | 3,19 %     |         |            |  |  |
|                | Communiste rénovateur | Pierre Juquin       | 4 232   | 3,12 %     |         |            |  |  |
|                | LO                    | Arlette Laguiller   | 2 489   | 1,83 %     |         |            |  |  |
|                | MPT                   | Pierre Boussel      | 485     | 0,36 %     |         |            |  |  |
|                |                       |                     |         |            |         |            |  |  |
|                |                       |                     | Nombre  | % inscrits | Nombre  | % inscrits |  |  |
| Inscrits       | Inscrits              | Inscrits            | 171 749 |            | 171 714 |            |  |  |
| Abstentions    | Abstentions           | Abstentions         | 32 912  | 19,16 %    | 26 438  | 15,4 %     |  |  |
| Votants        | Votants               | Votants             | 138 837 | 80,84 %    | 145 276 | 84,6 %     |  |  |
|                |                       |                     |         |            |         |            |  |  |
|                |                       |                     |         | % votants  |         | % votants  |  |  |
| Blancs ou nuls | Blancs ou nuls        | Blancs ou nuls      | 2 983   | 2,15 %     | 5 007   | 3,45 %     |  |  |
| Exprimés       | Exprimés              | Exprimés            | 135 854 | 97,85 %    | 140 269 | 96,55 %    |  |  |

### 1981
Lors de l'élection présidentielle de 1981, Giscard d'Estaing arrive en tête au premier tour et affronte, comme la fois précédente, Mitterrand. Pour la première fois, un président sortant est battu : Mitterrand devient le premier président de gauche de la Ve République.
Dans les Hautes-Pyrénées, François Mitterrand arrive en tête du premier tour avec 30,97 % des exprimés, suivi de Valéry Giscard d'Estaing (23,21 %), Georges Marchais (19,02 %), Jacques Chirac (15,68 %) et Brice Lalonde (3,1 %). Au second tour, les électeurs ont voté à 56,82 % pour François Mitterrand contre 39,95 % pour Valéry Giscard d'Estaing avec un taux de participation de 85,69 % des inscrits.
|                | PS             | François Mitterrand      | 40 718  | 30,97 %    | 84 175  | 60,05 %    |  |  |
|                | UDF            | Valéry Giscard d'Estaing | 30 512  | 23,21 %    | 56 002  | 39,95 %    |  |  |
|                | PC             | Georges Marchais         | 25 000  | 19,02 %    |         |            |  |  |
|                | RPR            | Jacques Chirac           | 20 613  | 15,68 %    |         |            |  |  |
|                | MEP            | Brice Lalonde            | 4 078   | 3,1 %      |         |            |  |  |
|                | MRG            | Michel Crépeau           | 3 173   | 2,41 %     |         |            |  |  |
|                | LO             | Arlette Laguiller        | 2 816   | 2,14 %     |         |            |  |  |
|                | Divers droite  | Michel Debré             | 1 771   | 1,35 %     |         |            |  |  |
|                | Divers droite  | Marie-France Garaud      | 1 589   | 1,21 %     |         |            |  |  |
|                | PSU            | Huguette Bouchardeau     | 1 193   | 0,91 %     |         |            |  |  |
|                |                |                          |         |            |         |            |  |  |
|                |                |                          | Nombre  | % inscrits | Nombre  | % inscrits |  |  |
| Inscrits       | Inscrits       | Inscrits                 | 167 998 |            | 167 936 |            |  |  |
| Abstentions    | Abstentions    | Abstentions              | 34 442  | 20,5 %     | 24 034  | 14,31 %    |  |  |
| Votants        | Votants        | Votants                  | 133 556 | 79,5 %     | 143 902 | 85,69 %    |  |  |
|                |                |                          |         |            |         |            |  |  |
|                |                |                          |         | % votants  |         | % votants  |  |  |
| Blancs ou nuls | Blancs ou nuls | Blancs ou nuls           | 2 093   | 1,57 %     | 3 725   | 2,59 %     |  |  |
| Exprimés       | Exprimés       | Exprimés                 | 131 463 | 98,43 %    | 140 177 | 97,41 %    |  |  |

### 1974
L'élection présidentielle de 1974 est une élection anticipée à la suite de la mort de Pompidou. Mitterrand, candidat unique de la gauche, est largement en tête au premier tour devant Giscard d'Estaing, qui distance lui-même Chaban-Delmas. Au terme d'une campagne animée, marquée par un débat télévisé tendu, Giscard d'Estaing l'emporte avec une très courte avance.
Dans les Hautes-Pyrénées, François Mitterrand arrive en tête du premier tour avec 50,65 % des exprimés, suivi de Valéry Giscard d'Estaing (24,01 %), Jacques Chaban-Delmas (17,86 %), Arlette Laguiller (2,6 %) et Jean Royer (1,9 %). Au second tour, les électeurs ont voté à 56,82 % pour François Mitterrand contre 43,18 % pour Valéry Giscard d'Estaing avec un taux de participation de 87,11 % des inscrits.
|                | PS             | François Mitterrand      | 60 653  | 50,65 %    | 71 134  | 56,82 %    |  |  |
|                | RI             | Valéry Giscard d'Estaing | 28 757  | 24,01 %    | 54 057  | 43,18 %    |  |  |
|                | UDR            | Jacques Chaban-Delmas    | 21 392  | 17,86 %    |         |            |  |  |
|                | LO             | Arlette Laguiller        | 3 116   | 2,6 %      |         |            |  |  |
|                | SE             | Jean Royer               | 2 280   | 1,9 %      |         |            |  |  |
|                | SE, écologiste | René Dumont              | 1 139   | 0,95 %     |         |            |  |  |
|                | FN             | Jean-Marie Le Pen        | 896     | 0,75 %     |         |            |  |  |
|                | FCR            | Alain Krivine            | 468     | 0,39 %     |         |            |  |  |
|                | MDSF           | Émile Muller             | 462     | 0,39 %     |         |            |  |  |
|                | NAR            | Bertrand Renouvin        | 262     | 0,22 %     |         |            |  |  |
|                | MFE            | Jean-Claude Sebag        | 224     | 0,19 %     |         |            |  |  |
|                |                |                          |         |            |         |            |  |  |
|                |                |                          | Nombre  | % inscrits | Nombre  | % inscrits |  |  |
| Inscrits       | Inscrits       | Inscrits                 | 145 834 |            | 145 707 |            |  |  |
| Abstentions    | Abstentions    | Abstentions              | 24 953  | 17,11 %    | 18 785  | 12,89 %    |  |  |
| Votants        | Votants        | Votants                  | 120 881 | 82,89 %    | 126 922 | 87,11 %    |  |  |
|                |                |                          |         |            |         |            |  |  |
|                |                |                          |         | % votants  |         | % votants  |  |  |
| Blancs ou nuls | Blancs ou nuls | Blancs ou nuls           | 1 132   | 0,94 %     | 1 731   | 1,36 %     |  |  |
| Exprimés       | Exprimés       | Exprimés                 | 119 749 | 99,06 %    | 125 191 | 98,64 %    |  |  |

### 1969
L'élection présidentielle de 1969 est une élection anticipée à la suite de la démission de De Gaulle. La gauche se lance désunie dans la course et, bien que Duclos (PCF) manque de le devancer, c'est le président par intérim Poher qui accède au second tour face à l'ex-Premier ministre Pompidou. Alors que Duclos refuse d'appeler à voter au second tour pour « bonnet blanc ou blanc bonnet », Pompidou est finalement largement élu.
Dans les Hautes-Pyrénées, Georges Pompidou arrive en tête du premier tour avec 39,49 % des exprimés, suivi de Alain Poher (25,8 %), Jacques Duclos (24,86 %), Gaston Defferre (4,3 %) et Michel Rocard (3,54 %). Au second tour, les électeurs ont voté à 52,93 % pour Georges Pompidou contre 47,07 % pour Alain Poher avec un taux de participation de 69,86 % des inscrits.
|                | UDR            | Georges Pompidou | 41 837  | 39,49 %    | 48 597  | 52,93 %    |  |  |
|                | CD             | Alain Poher      | 27 340  | 25,8 %     | 43 214  | 47,07 %    |  |  |
|                | PC             | Jacques Duclos   | 26 335  | 24,86 %    |         |            |  |  |
|                | SFIO           | Gaston Defferre  | 4 556   | 4,3 %      |         |            |  |  |
|                | PSU            | Michel Rocard    | 3 754   | 3,54 %     |         |            |  |  |
|                | LC             | Alain Krivine    | 1 163   | 1,1 %      |         |            |  |  |
|                | SE             | Louis Ducatel    | 965     | 0,91 %     |         |            |  |  |
|                |                |                  |         |            |         |            |  |  |
|                |                |                  | Nombre  | % inscrits | Nombre  | % inscrits |  |  |
| Inscrits       | Inscrits       | Inscrits         | 141 310 |            | 141 261 |            |  |  |
| Abstentions    | Abstentions    | Abstentions      | 34 018  | 24,07 %    | 42 572  | 30,14 %    |  |  |
| Votants        | Votants        | Votants          | 107 292 | 75,93 %    | 98 689  | 69,86 %    |  |  |
|                |                |                  |         |            |         |            |  |  |
|                |                |                  |         | % votants  |         | % votants  |  |  |
| Blancs ou nuls | Blancs ou nuls | Blancs ou nuls   | 1 342   | 1,25 %     | 6 878   | 6,97 %     |  |  |
| Exprimés       | Exprimés       | Exprimés         | 105 950 | 98,75 %    | 91 811  | 93,03 %    |  |  |

### 1965
L'élection présidentielle de 1965 est la première élection au suffrage universel direct à la suite du référendum d'octobre 1962. De Gaulle est mis en ballottage, à la surprise générale, par Mitterrand, candidat unique de la gauche. La campagne du second tour est axée sur l'Europe et les relations internationales ainsi que sur l'armement nucléaire. De Gaulle est finalement réélu avec une large avance.
Dans les Hautes-Pyrénées, François Mitterrand arrive en tête du premier tour avec 41,4 % des exprimés, suivi de Charles de Gaulle (36,4 %), Jean Lecanuet (12,54 %), Jean-Louis Tixier-Vignancour (7,11 %) et Pierre Marcilhacy (1,71 %). Au second tour, les électeurs ont voté à 55,63 % pour François Mitterrand contre 44,37 % pour Charles de Gaulle avec un taux de participation de 82,41 % des inscrits.
|                | CIR            | François Mitterrand          | 47 033  | 41,4 %     | 62 453  | 55,63 %    |  |  |
|                | UNR            | Charles de Gaulle            | 41 356  | 36,4 %     | 49 805  | 44,37 %    |  |  |
|                | MRP            | Jean Lecanuet                | 14 249  | 12,54 %    |         |            |  |  |
|                | SE             | Jean-Louis Tixier-Vignancour | 8 081   | 7,11 %     |         |            |  |  |
|                | PLE            | Pierre Marcilhacy            | 1 942   | 1,71 %     |         |            |  |  |
|                | SE             | Marcel Barbu                 | 956     | 0,84 %     |         |            |  |  |
|                |                |                              |         |            |         |            |  |  |
|                |                |                              | Nombre  | % inscrits | Nombre  | % inscrits |  |  |
| Inscrits       | Inscrits       | Inscrits                     | 139 183 |            | 139 157 |            |  |  |
| Abstentions    | Abstentions    | Abstentions                  | 24 595  | 17,67 %    | 24 478  | 17,59 %    |  |  |
| Votants        | Votants        | Votants                      | 114 588 | 82,33 %    | 114 679 | 82,41 %    |  |  |
|                |                |                              |         |            |         |            |  |  |
|                |                |                              |         | % votants  |         | % votants  |  |  |
| Blancs ou nuls | Blancs ou nuls | Blancs ou nuls               | 971     | 0,85 %     | 2 421   | 2,11 %     |  |  |
| Exprimés       | Exprimés       | Exprimés                     | 113 617 | 99,15 %    | 112 258 | 97,89 %    |  |  |